# 宮部昭夫
宮部 昭夫（みやべ あきお、1931年2月26日 - 2006年6月17日）は、日本の男性俳優、声優。北海道函館市出身。

## 来歴
北海道函館市出身で、父は文部省に務めており、父の再婚相手の母は島根県松江市に在住しており、小学3年生まで松江市に過ごしていた。父が東京都に転勤になり、その後は東京都で過ごしていた。
当初は医学部を目指して慶應義塾大学といった大学の入学試験に受けたが、不合格になり、父に「じゃあ先生になれ」と言われて東京学芸大学に進学。旧制中学校時代から演劇を始め、当時同大学になかった演劇部を創設している。大学卒業後、半年間は母校だった小学校で教員として就職していたが、芝居がしたかったこともあり、親には猛反対されたが、退職する。劇団俳優座養成所6期生を経て、劇団新人会に入団。その後、劇団俳優座映画放送、仕事、劇団四季、ワンダー・プロ、ぷろだくしょん★A組などを経てフリーとなる。俳優として映画やテレビドラマに出演した他、日本語吹き替えではカーク・ダグラスやスティーブ・マックイーンを担当していた。
マックィーンの声優として知られていたことにちなんで、副業で自ら経営していた新宿歌舞伎町のBarには「Last Hero McQUEEN CLUB（ラスト・ヒーロー・マックィーン・クラブ）」と名付けていた（現在は閉店）。マックイーンファンが宮部に会うためにバーを訪れることもあったという。2006年6月17日、肝臓癌のため東京都新宿区の病院で死去。享年75。

## 人物・エピソード
- 宮部によるとマックイーンへ起用された経緯は、『拳銃無宿』を放送前に試写したスタッフが当時のマックイーンの印象を「サルみたいな顔をした、悪役風の男」と認識したため、当時吹替でガラガラ声のインディアンやギャングの声を中心に吹き替えていた宮部に白羽の矢が立ったというものだった。なお、宮部に渡された資料には「無口な青年」と書かれており、楽そうな仕事だと喜んだという[5]。
- オールドファンからマックイーンの声優として認知され始めた頃、『パピヨン』のオファーが来たものの、スケジュールの都合で他の声優がマックイーンを吹き替えたところ、「声が違う」とテレビ局に苦情が殺到し、改めて宮部で吹き替えを録り直したこともあったという[5]。宮部は『パピヨン』のDVDが発売された際に寄稿したコラムで当時の思い出話として、収録に使ったテープにSEが入っていなかっため、独房で虫を食べるシーンなどはアドリブで入れていたと記している。また、自分の出番が終わっても共演者がNGを出して一から録り直すことも多かったため、勘弁して欲しいと感じたという。
- 長年マックイーンの吹替を担当し、アフレコ中はマックイーンになりきり、『大脱走』などの動き回るシーンの多い作品では収録後に疲れ切ってしまうこともあったという。それほどマックイーンに入れ込んでいたこともあって、マックイーンが亡くなった直後のインタビューでは「彼の死は、肉親を亡くした以上にガックリきました」とコメントしている[5]。
- 晩年に幾度かインタビューを取ったとり・みきによると、「いまの若い人は行間が読めなくて困る。書かれている活字通りの意味にしか、その文章の意味を解釈しない」と話し、「たとえト書きで何も書かれていなくても、セリフの真意は、そこまでのストーリーや、（アテレコの場合は）画面の俳優の表情やふるまいでわかるはずなのに、字義通りにしか受け取れない人が多いと感じています」と主張し、他の同世代の役者同様に近年の若手声優の質の低下に苦言を呈したという[6]。

## 後任
宮部の死後、役を引き継いだのは以下の通り。
| 後任・代役 | 役名                              | 概要作品                                      | 後任・代役の初担当作品 |
| ---------- | --------------------------------- | --------------------------------------------- | ---------------------- |
| 清川元夢   | セルゲイ〈コーラム教授〉          | 『シャーロック・ホームズの冒険 金緑の鼻眼鏡』 | 追加吹替部分           |
| 佐藤正治   | マシュー・イーランド艦長          | 『ファイナル・カウントダウン』フジテレビ版    | 追加吹替部分           |
| 堀之紀     | ドク・ホリデイ                    | 『OK牧場の決斗』東京12ch版                    | 追加吹替部分           |
| 津田健次郎 | マックス・サンド / ネバダ・スミス | 『ネバダ・スミス』フジテレビ版                | 追加吹替部分           |

## 出演

### テレビドラマ
- 正塚の婆さん（1963年、TBS）
- 魚住少尉命中（1963年、NHK）
- 部長刑事（1965年）
- 樅ノ木は残った（1970年、NHK） - 加藤大四郎
- レモンのような女 第6話「熱帯魚」（1967年、TBS）
- 木枯し紋次郎 第2シーズン 第5話「夜泣き石は霧に濡れた」（1972年、CX）
- 必殺シリーズ（ABC / 松竹）
  - 暗闇仕留人 第6話「狙われて候」（1974年） - 奉行 黒尾
  - 必殺必中仕事屋稼業 第24話 「知られて勝負」（1975年） - 由布蔵右衛門
  - 必殺商売人 第5話「空桶で唄う女の怨みうた」（1978年） - 秋月弥三郎
  - 必殺からくり人・富嶽百景殺し旅 第10話 「隅田川関屋の里」（1978年） - 鬼丸主膳
- 大空港 第29話「戦慄! 空港VIP室占拠事件」（1979年、CX / 松竹）  - 第一発見者の男性
- 破れ新九郎 第21話「殺しの報酬は殺し」（1979年、テレビ朝日） - 鉄蔵
- 剣客商売SP（1982年・1983年、CX） - 語り
- 時代劇スペシャル「お庭番秘聞　暗殺者」（1983年） - 語り
- 土曜ワイド劇場（テレビ朝日）
  - 松本清張の風の息（1982年、松竹）
  - 新妻殺し（1991年）
- 太陽にほえろ!（NTV）
  - 第500話「不屈の男たち」（1982年） - 杉田公平
  - 第715話「山さんからの伝言」（1986年） - 田端謙二
- 外科医 城戸修平 第1話「心のメスで切れ」（1983年、TBS）
- 金曜女のドラマスペシャル「女が階段を上る時」（1985年12月、フジテレビ）
- ザ・ハングマンV 第7話「凶悪脱走犯が温泉宿に立てこもった!」（1986年、朝日放送） - 北川刑事
- 火曜サスペンス劇場「完全犯罪研究室」 (1990年4月、日本テレビ)
- 七人の女弁護士 第1シリーズ 第2話「美人スチュワーデス殺人! 覗かれた危険な密会」（1991年、テレビ朝日）
- 六つの離婚サスペンス「さらば、いとわしきものよ」（1992年3月、関西テレビ）
- 土曜ドラマ（NHK）
  - 家族旅行（1995年） - 五十嵐
- 火曜サスペンス劇場「新任判事補3」（1996年2月、日本テレビ） - 大濱
- 新・半七捕物帳 第16話「冬の金魚」（1997年、NHK総合） - 其月

### 映画
- 幕末太陽傳（1957年）
- 花と怒涛 (1964年)
- 大菩薩峠（1966年）
- 拳銃は俺のパスポート（1967年）
- 日本のいちばん長い日（1967年）
- みんな〜やってるか!（1995年）

### 吹き替え

#### 俳優
カーク・ダグラス
- 愛に向って走れ（カール・マルザック）
- 逢う時はいつも他人（ラリー・コー）
- 明日なき追撃（ハワード・ナイチンゲール）
- 雨のパスポート（アンドレイ）
- アレンジメント/愛の旋律（エディ・アンダーソン）
- 暗殺（フランク・ジネッタ）
- いくたびか美しく燃え（マイク・ウェイン）
- OK牧場の決斗（ドク・ホリデイ）※東京12ch版、テレビ朝日旧版・新版（東京12ch版とテレビ朝日旧版が日本語吹替音声収録HDリマスター版収録）
- 想い出（ロバート・テラー）
- 海底二万哩（ネッド・ランド）※テレビ版
- ガラスの動物園（ジム・オコナー）
- ガン・ファイター（ブレンダン・オマリー）
- 危険な道（ポール・エディトン中佐）
- 恋のクレジット（デューク / ドナルド・ケニー・ジェントリー）※TBS版
- 五月の七日間（ジグス・ケイシー）
- 三人の妻への手紙（ジョージ・フィリップス）
- スパルタカス（スパルタカス）※フジテレビ版（思い出の復刻版BD収録）
- スピードに命を賭ける男（ジーノ・ボージェス）
- スペース・サタン（アダム）※フジテレビ版、LD版共にブルーレイ収録
- 大西部への道（ウィリアム・J・タブロック）
- 大脱獄（パリス・ピットマンjr）
- 戦う幌馬車（ロマックス）※テレビ朝日・フジテレビ版
- 探偵物語（ジム・マクラウド刑事）
- チャンピオン（ミッジ・ケリー）※NET(テレビ朝日)版、最初の吹き替え作品
- テレマークの要塞（ロルフ・ペデルセン博士）※東京12チャンネル版、テレビ朝日版
- 突撃（ダックス大佐）※NET版、ブルーレイ収録
- バイキング ※NET版
- 秘密殺人計画書
- ファイナル・カウントダウン（マシュー・イーランド艦長）※フジテレビ版、テレビ朝日版、TBS版の3種類あり
- フューリー（ピーター・サンザ）（BD収録）
- 星のない男（デンプシー・レイ）※フジテレビ版
- ボディガード（ジム・スカイラー）

ジョン・ウェイン
- 荒鷲の翼（フランク・W・ウィード）※テレビ版
- アレゲニーの反乱（ジム・スミス）※TV放送タイトル「アリゲニー高原の暴動」
- 太平洋作戦（ダニエル・カービー少佐）※東京12チャンネル版
- リオ・グランデの砦（カービー・ヨーク中佐）※TBS版

スティーブ・マックイーン
- 栄光のル・マン（マイク・デラニー）
- ガールハント（ファーガソン・ハワード大尉）
- 華麗なる賭け（トーマス・クラウン）※フジテレビ版(DVD・BD収録)
- 華麗なる週末（ブーン・ホガンベック）
- ゲッタウェイ（ドク・マッコイ）※フジテレビ版(日本語吹替音声追加収録版Blu-ray収録)
- 拳銃無宿（ジョシュ・ランドル）※フジテレビ版。日本テレビ制作版では寺田農がマックイーンを演じたが、宮部昭夫も別の役でゲスト出演している。
- シンシナティ・キッド（エリック・ストーナー）※フジテレビ版
- 大脱走（独房王 ヒルツ大尉）※フジテレビ版(DVD･BD収録)
- タワーリング・インフェルノ（マイケル・オハラハン隊長）※フジテレビ版(日本語吹替追加収録版Blu-ray収録)、日本テレビ版(スペシャルエディションDVD及びBD収録)
- ネバダ・スミス（マックス・サンド/ネバダ・スミス）※フジテレビ版
- パピヨン（パピヨン / アンリ・シャリエール）※フジテレビ版、機内上映版
- ハンター（パパ / ラルフ・ソーソン）※フジテレビ版
- ブリット（フランク・ブリット） ソフト未収録
- 砲艦サンパブロ（ジェイク・ホールマン）※TBS版
- マックィーンの絶対の危機 SF人喰いアメーバの恐怖（スティーヴ・アンドリュース）※フジテレビ版

#### 洋画
- 嵐に叛く女（ファレル〈フォレスト・タッカー〉）
- イエス号の航海（アーノルド〈スキップ・ホーメイアー〉）
- オルカ（キャプテン・ノーラン〈リチャード・ハリス〉）※TBS版
- 賭けはなされた（アンドレ・シャルリエ〈フェルナン・ファーブル〉）※NHK版
- 将軍アイク（J・D・キャノン）
- 死を呼ぶスキャンダル（ダニエル・スターン〈バリー・サリヴァン〉）※NHK版
- 冷たい月を抱く女（マーティン・ケスラー博士〈ジョージ・C・スコット〉）※テレビ東京版
- ネブラスカの一匹狼（ネブラスカ〈ケン・クラーク〉）
- 破局（ハリー・モーガン〈ジョン・ガーフィールド〉）
- 尼僧物語（フォーチェナチ博士〈ピーター・フィンチ〉）※NHK版
- バックドラフト（ロナルド・バーテル〈ドナルド・サザーランド〉）※テレビ朝日版
- ハチェット牧場の対決（サム〈フォレスト・タッカー〉）
- 遥かなる大地（エド〈ジェイソン・ロバーズ〉）
- 復讐に来た男（ラリー・マッデン〈ランドルフ・スコット〉）
- 掠奪戦線（ミッチェル〈スチュアート・ホイットマン〉）

#### 海外ドラマ
- アダムスのお化け一家（ゴメズ・アダムス〈ジョン・アスティン〉）
- 遺産相続人（ジョゼフ・コットン）
- エンデバー号の冒険（テッド・キング船長）
- 警部マクロード「ねらわれた男」（ヤービー〈パトリック・オニール〉）
- ケインとアベル（マクストン〈ポール・ハーディング〉）
- ジェシカおばさんの事件簿（フロイド・ノヴァク警部〈ハリー・ガーディノ〉）
- スパイ大作戦
- 0011ナポレオン・ソロ（ストロー〈ジョセフ・ラスキン〉）※第47話
- タイムトンネル
  - 「アラモの砦」（レイナーソン大尉〈ジョン・ラプトン〉）
  - 「宇宙人の襲撃」（宇宙人のリーダー〈ケビン・ヘイゲン〉）
- 逃亡者 #100（保安官補〈ポール・ルカサー〉）
- 特攻ギャリソン・ゴリラ #12（シュトルム少佐〈カート・ローウェンス〉）
- ひとすじの道(Cavalcade of America)  
  - 「ジャッキー・ジェンセン物語」（カーチャム先生〈ロス・エリオット〉）
  - 「ジュリーのねがい」（ブラスキ〈アーサー・フランツ〉）
- ローハイド（サイモン・ ブレイク〈レイモン・サン・ジャック〉）

#### 海外アニメ
- 宇宙家族 ※NHK版

#### 人形劇
- サンダーバード（ノーマン所長）

### テレビアニメ
- 鉄腕アトム（1963年、フジテレビ） - ミスターひずみ
- 美味しんぼ（1990年、日本テレビ） - 荒川精作